# California News Publishers Association
California News Publishers Association (CNPA) je neprofitno združenje, ustanovljeno leta 1888, ki predstavlja dnevne, tedenske, mesečne in študentske časopise v Kaliforniji. Njegovo raznoliko članstvo sestavlja več kot 700 časopisov, ki izvolijo 35 posameznikov v upravni odbor združenja. 
Združenje vpliva na zakonodajo v imenu svobode govora v Sacramentu, sponzorira letno časopisno tekmovanje in konvencijo ter ponuja seminarje o medijskem pravu, produkciji, pisanju in urejanju, oglaševanju in nakladi.